# 量子デコヒーレンス
量子デコヒーレンス（りょうしデコヒーレンス、英: Quantum decoherence）は、量子系の干渉性が環境との相互作用によって失われる現象。デコヒーレンス。

## 概要
シュレーディンガーの猫の問題で、デコヒーレンスによる干渉の消失と同時に、波動関数の収縮が生じてどれか一つの固有状態が選ばれる（射影仮説が適用される）という解釈がある。
デコヒーレンスは外部環境からの熱揺らぎなどが主な原因である。これによって、本質的には「シュレーディンガーの猫」パラドックスは解決できると考える研究者は多い。つまり、猫のようなマクロな系は本質的に孤立系とはなり得ず、常に外界からの揺動を受けている。その揺動は猫の波動関数を収縮させ、その結果、箱の中において猫の生死は観測前に既に決定している、ということである。
注意すべき点は、デコヒーレンスは各状態の干渉性をなくすが、どれか一つの固有状態を選び出す訳はないので、デコヒーレンスだけで波動関数の収縮が説明できるわけではないことである。波動関数の収縮には射影仮説が必要である。
一方で多世界解釈では、波動関数が収縮しないため、デコヒーレンスにより状態間の干渉性がなくなることさえ示せればいい。
ただしデコヒーレンスによって系の干渉性は十分に小さくなるが、完全に0になって古典（混合）状態へと移行する訳ではないので、あらゆる物理的状況に適用できるほど、デコヒーレンスについての説明が成功している訳ではない。
この「外部環境」は必ずしも空間的に外側である必要すらないとされている。量子デコヒーレンスは現在では量子コンピューターの実現への障害としての関心が強い。

## 古典系における時間反転対称性の破れ
古典系においての基礎方程式であるニュートン方程式は時間反転対称性つまり可逆性を持つ。ある運動に対して、その向きを反転した運動が存在する。ところが液体中の古典粒子の運動を記述するランジュバン方程式は不可逆な方程式である。静水の中で発射されたボールは水分子との衝突により減衰し静止する。しかし静止したボールが静水中の分子からの揺動を受けて高速度となる事は起こらない。
ニュートン方程式からランジュバン方程式を導出する際には「粗視化」あるいは「縮約」という平均化操作が行われる。水分子全てとボールを全てニュートン方程式で記述し、そして水分子の自由度をすべて平均化すると、ボールのみに対するランジュバン方程式が得られる。そしてボールは不可逆性を得る（森理論）。
この事は平均化によって水分子の詳細な情報が失われた事によるとも言えるし、「水+ボール」という複合系の部分系「ボール」は、保存系ではないからなんでもあり（環境効果）とも言える。このように粗視化操作によって、我々の住む巨視的な世界の不可逆性が再現される。

## Caldeira-Leggett模型
量子力学における物体の波動性、状態の重ね合わせという奇妙な性質は、数学的にはユニタリ性(unitarity)という言葉で置き換えられる。
A.O.CaldeiraとA.J.Leggettは、熱的環境に浸された一つの調和振動子（ばね振り子）がユニタリ性を失う事を理論的に示した。熱的環境としては無数の調和振動子を用い、古典的にブラウン運動（揺動散逸定理）を再現するような物である。初期状態でガウス型波動関数の対を用意すると、それぞれの波束中心（平均値）は古典的な減衰調和振動を行い、波束幅は揺動散逸定理を再現する。
それら2つの波束の間の量子干渉は、無環境の場合、2つが接触すれば強くコサイン型の振動を生じる（これは2重スリット実験における干渉縞そのものである）。ところがこのような「摩擦」が存在する系では量子干渉が強く減衰する事が考えられている。
(A.O.Caldeira and A.J.Leggett. Phys.Rev.A 31 1059-1066 (1985))
量子干渉はユニタリ性から来るため、この結果は系がユニタリ性を失った事を示している。
ここで用いられた手法はFeynman-Vernonの影響汎関数法と呼ばれ、熱的環境の自由度を平均化して対象となる系の振舞いを記述する。これは古典的ランジュバン方程式をニュートン方程式から導出する際に用いられた粗視化操作と同等である。それゆえにその操作によって系のユニタリ性が破れたとも解釈できる。

## デコヒーレンス時間
量子状態間の干渉（遷移確率、状態の重ね合わせ）の減衰時間ΤDの事であり、一般的に力学的な運動の減衰時間ΤRより短い。例えば、温度300 K・質量1 gの巨視的な物体が、1 cmだけ離れた量子状態を持つとする。つまり
Ψ = |x = 0⟩ + |x = 1 cm⟩。
この場合、ΤD/ΤRは10−40乗程度となる。
力学的な減衰時間ΤRが宇宙年齢（約1.4×1017 s）ほどだったとしても、量子干渉は1×10−23 s程度で崩壊する。（Zurek 1984他）
この様に、巨視的な物体が熱的な環境に曝されている場合、その環境効果が微弱であろうとも、物体の「巨視的に異なる」量子状態の重ね合わせは簡単に破壊される。

## 直感的な解釈
「二重スリット実験を考えてみよう。2つのスリットから出た光は干渉し、スクリーン上に濃淡の縞模様を映し出す。ところが、もしもスリット板が外部からの揺動やノイズにさらされている場合どうなるだろうか? 縞模様は振動し、光の濃い部分と薄い部分が混ざり合い平均化されてしまう。実際に、電子を用いた干渉実験の撮影時には、実験施設の近くをダンプカーが通っただけで失敗する。」
これはよく用いられるデコヒーレンスの直感的な説明であるが、それほど間違いではないと思われるだけでなく、重大な示唆も含んでいる。つまり、デコヒーレンスによって失われるのは粒子の確率密度関数の量子干渉項だけではなく、その他の振動的な部分も破壊するのか、という事である。

## 並行宇宙
量子力学の多世界解釈との関連で、われわれの住む宇宙も複数の異なる量子状態を持つはずである。それを並行宇宙と思っても良かろう、という話がある（レベル3マルチバース）。普通これを否定するには、「巨視的な系に量子力学は使えないだろう」という文脈が用いられた。例えばシュレーディンガーが猫のパラドックスを考案した理由は、巨視系に対して量子力学を適用しようとしていた当時の研究者達への批判であったとされている。
ここでの「巨視的」というのは、かつては空間的スケールの事を指していた。しかしながら現在では、巨視的物体であっても極低温まで冷やすなどして熱揺らぎを除いた場合には、量子揺らぎが重要になることが知られている。実際、次世代重力波検出実験に用いられるレーザーの反射鏡は巨視的物体であるけれども、量子力学的に取り扱われる事が実験的に必要である。よって古典系かどうかは空間のスケールのみで決定されるわけではない、という考え方が主流になってきている。
とりあえず「量子力学は空間的に巨大な系にも成立する」という仮定の下に、デコヒーレンスを用いて、我々の住む宇宙の単一性を示すことも出来る。我々が宇宙を認識する時には、全ての構成粒子ではなくその「部分系」のみを見ている事に注意しよう。これは我々の認識可能な空間範囲が広い宇宙の一部分である、という意味でもあるし、また我々が「物体」として認識可能な自由度は、全宇宙を構成する自由度の全てではないという意味でもある。「集団的自由度」と言い換えても良い。

## 「情報」とブラックホール、デコヒーレンス
ブラックホールは、どのような情報も外部に逃がさないと長年考えられて来た。しかし、それが量子力学の原理であるユニタリ性（情報量の保存）に従うならば、ブラックホールと蒸発する粒子全てを合わせた閉鎖系では微視的情報が保存されるべきである。そのためブラックホール内部の微視的情報と等量の情報を蒸発粒子が何らかの形でブラックホールの外へ持ち出さなくてはならないことになる。この矛盾がブラックホールの情報パラドックスである。そのために量子もつれ現象などを利用してそのメカニズムが考案されようとしているが（ホロヴィッツ＝マルダセナモデル）、ブラックホールのような極端な時空で成立するという保証もない。